# ユサ社
ユサ社（Industrial Unidas）とは、1966年に日本の呉羽紡績、東洋紡績が合併し設立されたエルサルバドルの紡績会社。第二次世界大戦後の日本企業初の海外進出工場である。設立時は繊維製品のみの取り扱いだったが、昭和50年代には綿花や麻などのを生産するプランテーション、さらには食用農産物（主にトウモロコシ、麦、大豆）の取り扱いへと進み、今では世界最大の穀物メジャーであるカーギル社と提携しこの地域の食料の80%以上を支配する巨大食料企業となっている。

## 歴史
1950年、朝鮮戦争の勃発による綿花価格の暴騰を受けた日本企業は安定した綿花の供給先を探していた。安価で品質の良い綿花を供給していた中米諸国に目を付け、1955年5月、日本の大手紡績会社であった呉羽紡績の平生三郎はエルサルバドルの実業家アンドレス・モリンスと手を組み、初の海外進出工場を実現させた。その後、業績不振から呉羽紡績は東洋紡績と合併し、ユサ社が誕生した。
60年代から70年代にかけ、高い輸入関税を背景にユサ社は順調に業績を伸ばし、中米屈指の繊維企業に発展、2000人弱の従業員を抱えるエルサルバドル最大の民間企業に成長した。

## サブロー・ヒラオ公園
東洋紡績会長伊藤恭一は、平生三郎が死去した1973年にエルサルバドルに対し50万ドルの寄付を行った。エルサルバドルに日本大使館が無かった時代から、エルサルバドルへの進出を推進し、ユサ社とエルサルバドル経済の発展に尽力した平生を称え、エルサルバドルはサンサルバドルに日本庭園や植物園を持つ約5万m2のサブロー・ヒラオ公園が建設された。